# My Bromance - Phichai: The Series
My Bromance - Phichai: The Series (My Bromance พี่ชาย เดอะซีรีส์; titolo internazionale My Bromance: The Series) è una serie televisiva thailandese, remake dell'omonimo film del 2014, già ispirato all'omonima graphic novel. Viene trasmessa da Channel 9 MCOT HD a partire dall'11 dicembre 2016, e in latecast in versione integrale su Line TV.
Nel febbraio 2017 la serie è stata rinnovata per una seconda stagione.

## Personaggi e interpreti

### Principali
- Bank, interpretato da Chaiya Jirapirom.
- Golf, interpretato da Patpasit Songkla.

## Episodi
| Episodi | Prima TV  |
| ------- | --------- |
| 12      | 2016-2017 |

## Musica
La sigla iniziale è Krung raek, mentre la finale Fahk, entrambe composte dal gruppo Bass Hello Icons.
Nella colonna sonora della serie si trova anche il brano It's Not Good-Bye di Laura Pausini.